# Sergej Majtakov
Sergej Vladimirovič Majtakov (in russo Сергей Владимирович Майтаков?; Novosibirsk, 7 gennaio 1990) è un ex sciatore alpino russo.

## Biografia
Specialista delle prove tecniche attivo dal novembre del 2005, Sergej Majtakov ha esordito in Coppa Europa il 2 dicembre 2008 a Reiteralm in slalom gigante, senza qualificarsi per la seconda manche, e ai Campionati mondiali a Val-d'Isère 2009, sua unica presenza iridata, dove si è classificato 28º nella medesima specialità. Ai Mondiali juniores di Monte Bianco 2010 ha vinto la medaglia di bronzo nello slalom speciale e ai successivi XXI Giochi olimpici invernali di Vancouver 2010, suo esordio olimpico, si è classificato 40º nello slalom gigante e non ha concluso il supergigante e lo slalom speciale. Ha esordito in Coppa del Mondo il 16 gennaio 2011 nello slalom speciale di Wengen, senza qualificarsi per la seconda manche.
In Coppa Europa ha conquistato tra vittorie: la prima, nonché primo podio, il 18 gennaio 2012 a Lenzerheide, l'ultima il 17 marzo dello stesso anno a La Thuile nella medesima specialità. Il 9 marzo 2013 ha colto a Kranjska Gora in slalom gigante il suo unico piazzamento a punti in Coppa del Mondo (26º) e 30 novembre dello stesso anno l'ultimo podio in Coppa Europa, a Trysil nella medesima specialità (3º); ai successivi XXII Giochi olimpici invernali di Soči 2014, sua ultima presenza olimpica, si è classificato 26º nello slalom gigante e non ha concluso lo slalom speciale. Ha preso per l'ultima volta il via in Coppa del Mondo l'8 marzo 2014 a Kranjska Gora in slalom gigante e in Coppa Europa il 19 febbraio 2017 a Oberjoch in slalom speciale, in entrambi i casi senza completare la prova; in seguito  ha continuato a gareggiare esclusivamente Russia (Far East Cup e gare FIS) fino al ritiro e la sua ultima gara è stata uno slalom speciale FIS disputato il 13 febbraio 2022 a Krasnojarsk.

## Palmarès

### Mondiali juniores
- 1 medaglia:
  - 1 bronzo (slalom speciale a Monte Bianco 2010)

### Coppa del Mondo
- Miglior piazzamento in classifica generale: 136º nel 2013

### Coppa Europa
- Miglior piazzamento in classifica generale: 3º nel 2012
- Vincitore della classifica di slalom gigante nel 2012
- 5 podi:
  - 3 vittorie
  - 1 secondo posto
  - 1 terzo posto

#### Coppa Europa - vittorie
| Data            | Località      | Paese    | Specialità |
| --------------- | ------------- | -------- | ---------- |
| 18 gennaio 2012 | Lenzerheide   | Svizzera | GS         |
| 12 marzo 2012   | Kranjska Gora | Slovenia | GS         |
| 17 marzo 2012   | La Thuile     | Italia   | GS         |

Legenda:

GS = slalom gigante

### Far East Cup
- Miglior piazzamento in classifica generale: 3º nel 2016
- Vincitore della classifica di slalom gigante nel 2016
- 11 podi:
  - 1 vittoria
  - 4 secondi posti
  - 6 terzo posti

#### Far East Cup - vittorie
| Data          | Località         | Paese  | Specialità |
| ------------- | ---------------- | ------ | ---------- |
| 23 marzo 2016 | Južno-Sachalinsk | Russia | GS         |

Legenda:

GS = slalom gigante

### Campionati russi
- 15 medaglie[1]:
  - 2 ori (supergigante, slalom gigante nel 2010)
  - 7 argenti (slalom gigante nel 2009; supercombinata nel 2010; supergigante, slalom gigante nel 2012; slalom gigante, slalom speciale nel 2013; slalom gigante nel 2016)
  - 6 bronzi (supercombinata nel 2009; discesa libera nel 2010; discesa libera nel 2013; slalom gigante, slalom speciale nel 2014; slalom gigante nel 2019)